# Giroflée (comics)
Pour les articles homonymes, voir Giroflée.
Giroflée (Wallflower), de son vrai nom Laurie Collins, est une super-héroïne appartenant à l'univers de Marvel Comics. Elle est apparue pour la première fois dans New Mutants vol.2 #2 (août 2003).
Ce personnage a été créé par Nunzio DeFilippis, Christina Weir (en) et Keron Grant (en).

## Biographie de ce personnage
Elle appartient à la bande des élèves composée d'Alizé, Prodige et des autres élèves sous la responsabilité de Danielle Moonstar. Sa relation avec Elixir fut perturbée par Wither qui révéla la liaison d'Elixir avec Félina.
Avant sa mort survenue dans New X-Men vol.2 #25, c'était une mutante capable de manipuler les phéromones. Dans une certaine mesure, cette capacité reste assez liée à ses propres émotions. Ainsi, si elle est triste, son entourage le sera aussi, si elle est de bonne humeur idem, etc.